# Basilica di San Saturnino
La basilica di San Saturnino o di San Saturno (intitolata anche ai santi Cosma e Damiano) è la chiesa più antica di Cagliari, dedicata al patrono della città. Si trova nel quartiere Villanova, in piazza San Cosimo. La chiesa e l'adiacente necropoli, che si estende anche sotto la vicina chiesa di San Lucifero, è uno dei più importanti e antichi complessi paleocristiani della Sardegna.
Dal dicembre 2014 il Ministero per i beni e le attività culturali la gestisce tramite il Polo museale della Sardegna, nel dicembre 2019 divenuto Direzione regionale Musei.

## Storia

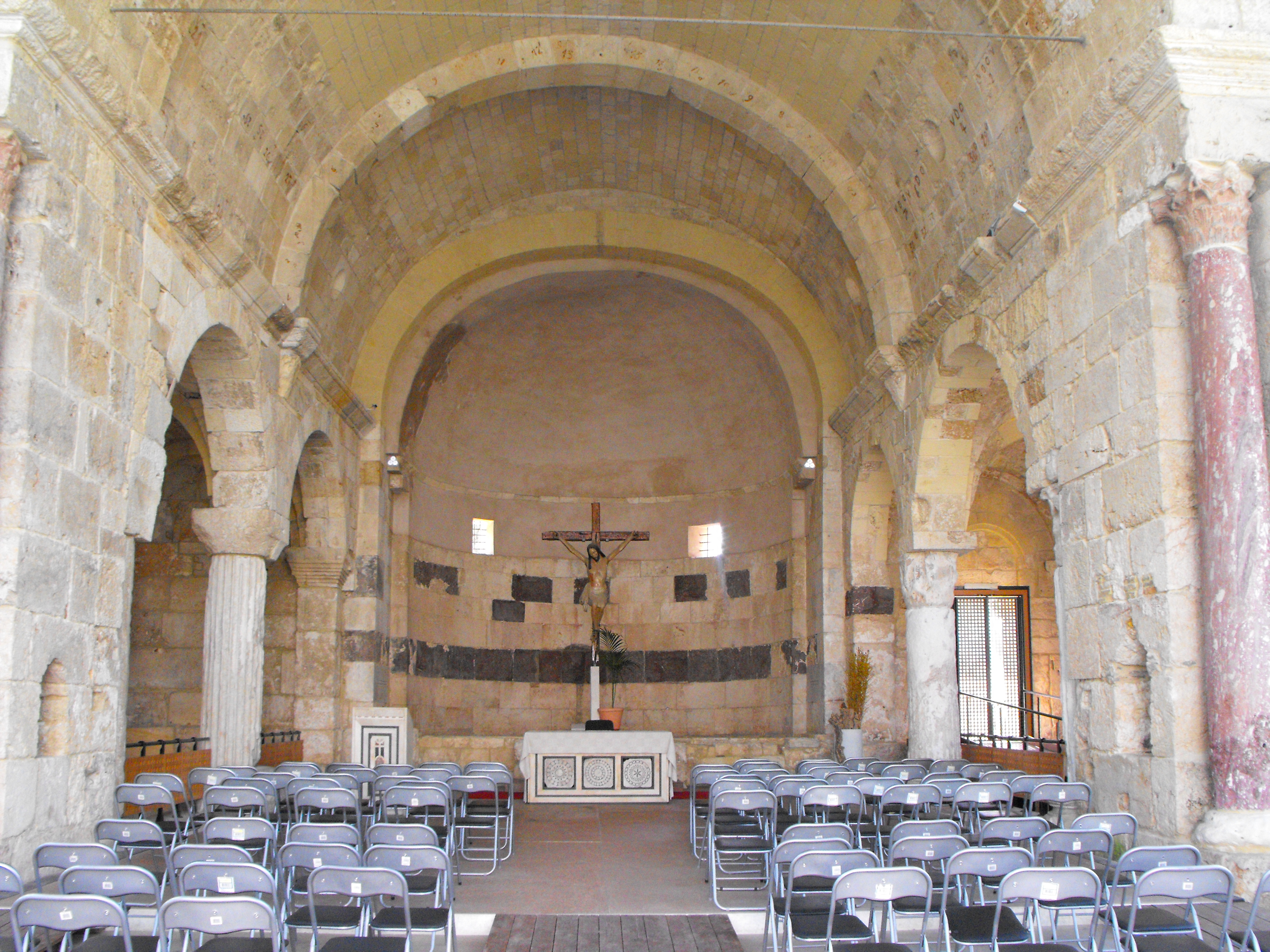
Interno

Il primo a menzionare la chiesa di San Saturnino fu il diacono Ferrando, biografo di san Fulgenzio di Ruspe, il quale soggiornò due volte, tra il 507 e il 523, nel monastero dotato di scriptorium da lui fondato iuxta basilicam sancti martyris Saturnini (presso la basilica di san Saturnino martire) che, specificava Ferrando, era procul a strepitu civitatis: lontano dal chiasso cittadino. Fulgenzio giunse a Cagliari insieme agli altri vescovi africani esiliati in Sardegna da re vandalo Trasamondo nel primo quarto del VI secolo (forse in tale circostanza arrivarono nell'isola le reliquie di sant'Agostino, che rimasero a Cagliari fino al 722).
La chiesa trovata da Fulgenzio era stata probabilmente eretta sul luogo dove la tradizione individuava il sepolcro del giovane cagliaritano Saturno o Saturnino, martirizzato nel 304 secondo la Passio sancti Saturni, un documento medievale che narra la vicenda del santo (tra l'altro molto simile alla storia di san Saturnino di Tolosa).
Nel 1089 il complesso venne donato dal giudice Costantino Salusio II di Cagliari ai monaci benedettini dell'abbazia di San Vittore di Marsiglia (Vittorini), che vi stabilirono un priorato. I Vittorini restaurarono la chiesa secondo i canoni del romanico provenzale. La rinnovata basilica venne consacrata nel 1119.
Nel 1324, durante l'assedio del Castello da parte degli aragonesi, il monastero di San Saturnino venne danneggiato. Nel 1363 re Pietro IV concesse il sito ai cavalieri di San Giorgio de Alfama.
Nel 1444 entrò in possesso dell'arcidiocesi di Cagliari: il monastero fu lasciato in abbandono e la chiesa venne restaurata nel 1484. Fregi e decorazioni provenienti da San Saturno furono riutilizzati come materiali da costruzione nella ristrutturazione del castello di San Michele voluta dal conte Giacomo Carroz (1420-1469).
Seguì un lungo periodo di decadenza, in cui si collocano gli scavi che interessarono la necropoli paleocristiana intorno alla basilica dal 1614, allo scopo di ritrovare i cosiddetti "corpi santi" (reliquie di martiri o presunti tali), e, nel 1669, l'asportazione di materiali che vennero riutilizzati nella ristrutturazione barocca della cattedrale.
Nel 1714 la basilica venne concessa all'ordine dei medici e degli speziali e fu per questo intitolata anche ai santi medici Cosma e Damiano.
Nel 1943 la chiesa venne danneggiata dai bombardamenti della seconda guerra mondiale. Riparata nel dopoguerra tra il 1948 e il 1952 e restituita al culto, veniva spesso scelta dai cagliaritani per la celebrazione dei matrimoni. Nel 1978 la chiesa venne chiusa per svolgere nuovi restauri. I lavori durarono fino al 1996, anno in cui la basilica venne riaperta alle visite. Il 30 ottobre 2004, festa di San Saturnino, la basilica dotata di un nuovo altare e di un ambone veniva riconsacrata e riaperta al culto dall'arcivescovo di Cagliari Giuseppe Mani. Nel 2010 è stata avviata la riqualificazione dell'area circostante.

## Descrizione

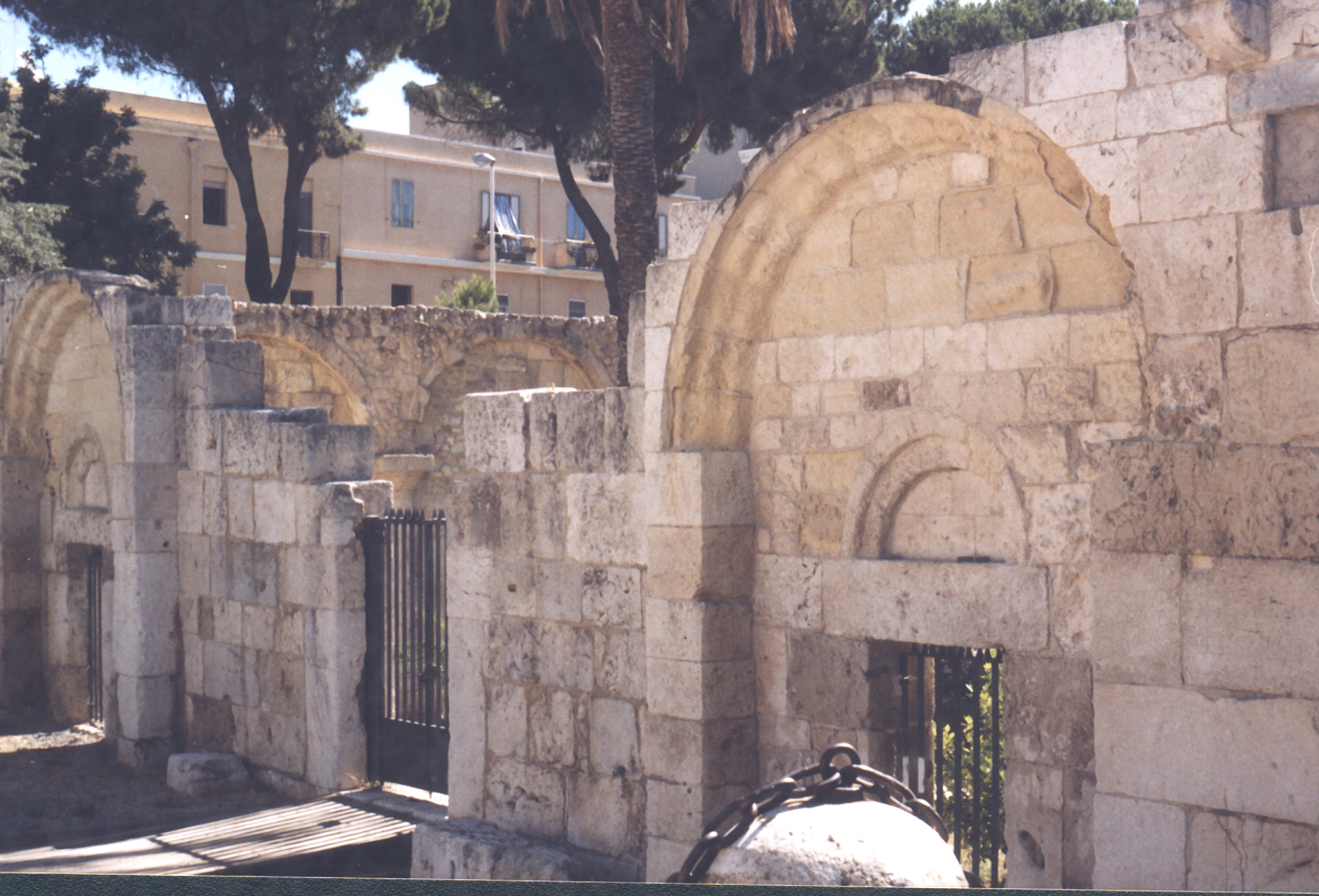
Prospetto ovest

La basilica di San Saturnino si trova all'interno di un'area recintata, in cui è inclusa una necropoli paleocristiana tuttora interessata da scavi archeologici, ubicata tra la piazza San Cosimo e la via Dante. In realtà ci è pervenuta solo una parte dell'antica basilica, originariamente a pianta a croce greca e transetto con cupola emisferica all'incrocio dei bracci, tutti e quattro a tre navate; infatti l'attuale tempio è costituito unicamente dal vano cupolato, la parte più antica dell'edificio (V-VI secolo), sostenuto da piloni con colonne alveolate, e dal braccio orientale, a tre navate e chiuso da un'abside semicircolare.

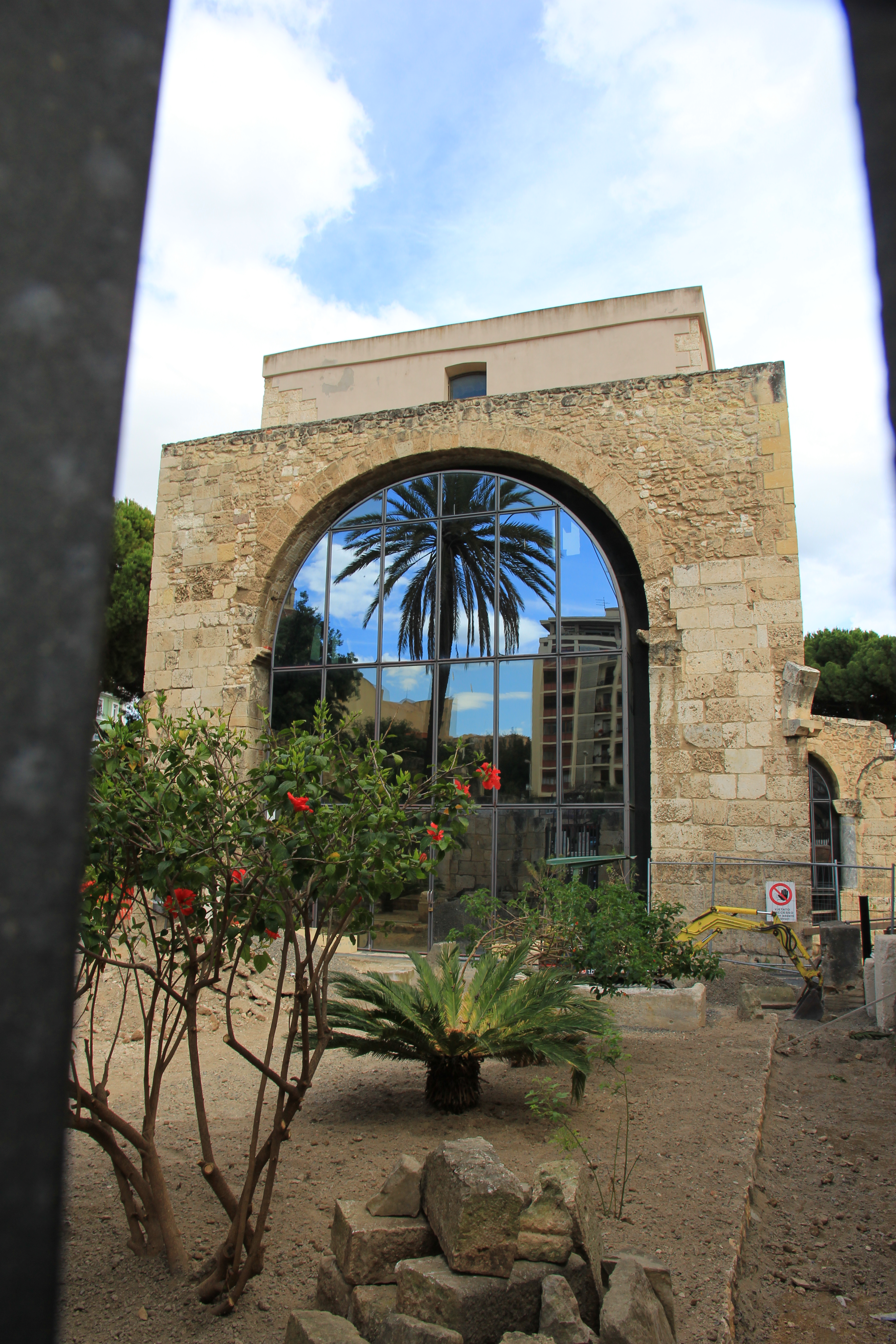
L'ingresso

La facciata occidentale, semicrollata, presenta la divisione in tre specchi. I due specchi laterali conservano i portali architravati e sormontati da lunette a tutto sesto. Oltre la facciata si accede al piano di calpestio dello scomparso braccio ovest, oltre il quale si trova l'attuale accesso alla chiesa, aperto su una vetrata a specchio sostenuta da intelaiatura in metallo scuro. Questa soluzione, impiegata nei restauri tra il 1978 e il 1996, è stata applicata per chiudere i tre arconi mediante i quali i tre bracci scomparsi si univano al corpo centrale cupolato; per fare questo sono state demolite le mura innalzate nel 1947 per tamponare le arcate.
Il braccio orientale si presenta esternamente ornato ai fianchi da archetti pensili, mentre l'abside si presenta con pietrame a vista in quanto ha perduto il paramento esterno in calcare di Bonaria. All'interno il braccio è diviso in tre navate da archi a tutto sesto su colonne. La navata centrale è coperta da volta a botte, mentre le navatelle laterali, costituite da due campate ciascuna, hanno volte a crociera.